# Constituição da Letônia
A Constituição da Letônia ou Constituição da Letónia (em letão:  Latvijas Republikas Satversme, ou apenas Satversme) é a lei fundamental da República da Letônia. A constituição, considerada curta, tem oito capítulos e 116 artigos (até 1998, quando o Parlamento aprovou o capítulo sobre "Direitos Humanos", ela tinha sete capítulos e 88 artigos). Foi aprovada em 15 de fevereiro de 1922, e entrou em vigor em 7 de novembro de 1922.  A constituição de Letónia é a constituição mais antiga da Europa Oriental ainda em vigor e a sexta constituição republicana mais antiga do mundo.

## Estrutura
A Constituição da Letônia é uma constituição codificada e, atualmente, é composta por 116 artigos dispostos em oito capítulos:
- Capítulo I: Disposições Gerais (artigos 1-4)
- Capítulo II: Saeima (artigos 5-34)
- Capítulo III: O Presidente (artigos 35-54)
- Capítulo IV: O Governo (artigos 55-63)
- Capítulo V: Legislação (artigos 64-81)
- Capítulo VI: Tribunais (artigos 82-86)
- Capítulo VII: O Escritório de Auditoria do Estado (artigos 87-88)
- Capítulo VIII: Direitos Humanos Fundamentais (artigos 89-116)